# Le Harem de Néron
Pour plus de détails, voir Fiche technique et Distribution.
Le Harem de Néron (Per amore di Poppea) est un péplum érotique italien réalisé par Mariano Laurenti et sorti en 1977.

## Synopsis
À la veille d'un défilé à Rome, la centurie de Vinicius ne compte plus dans ses rangs que quelques prétoriens en guenilles. Titius et Caius, deux paysans recrutés de force, se déguisent en femmes et se retrouvent sur un marché aux esclaves où ils sont rachetés pour quelques sesterces par Tigellinus, qui travaille pour le compte de Poppée. Laides et disgracieuses, les prétendues Tizia et Caia sont embauchées avec plaisir par la Divine, qui entend ainsi punir les frasques annexes de Néron. Entre-temps, tombés au milieu des intrigues de palais ourdies par Sénèque, Lucain et Pison, Titius et Caius révèlent leur nature masculine et se rangent du côté de Poppée, allant même jusqu'à se comporter en prétoriens.

## Fiche technique
- Titre français : Le Harem de Néron[1]
- Titre original : Per amore di Poppea[2],[3],[4]
- Réalisation : Mariano Laurenti
- Scénario : Francesco Milizia (it) et Franco Mercuri (it)
- Photographie : Giancarlo Ferrando (it)
- Montage : Alberto Moriani (it)
- Musique : Gianni Ferrio
- Décors : Elio Micheli
- Production : Luciano Martino
- Sociétés de production : Dania Film
- Format : couleurs par Eastmancolor - 1,85:1 - Son mono - 35 mm
- Pays de production :  Italie
- Langue de tournage : italien
- Genre : péplum érotique
- Durée : 95 minutes
- Dates de sortie : 
  - Italie : 12 août 1977
  - France : 25 juin 1980

## Distribution
- Maria Baxa : Poppea
- Gianfranco D'Angelo : Tizio
- Alvaro Vitali : Caio
- Oreste Lionello : Nerone
- Toni Ucci : Tigellino
- Alicia Leoni :
- Tiberio Murgia : vendeur de rue arabe
- Otello Belardi :
- Percy Hogan :
- Sergio Sinceri :
- Ria De Simone :
- Sergio Leonardi : Petronio
- Ettore Arena :
- Bruno Ariè :
- Andrea Aureli : aubergiste
- Francesco Bagagli : poète Lucanus
- Riccardo Billi : mendiant
- Leonardo Cassio :
- Renato Chiantoni : Sénèque
- Dante Cleri :